# Conraad Lauwers
Conraad Lauwers (Antwerpen, juni 1632 - ca. 1685) was een Brabants graveur die in de 17e eeuw leefde.

## Biografie
Conraad Lauwers was de zoon en leerling van Nicolaas Lauwers. Hij was graveur van beroep en behoorde tot de tweede generatie rubensgraveurs.
Conraad Lauwers vervaardigde, naast werken van Rubens, eveneens kopergravures naar prenten van Schelderic a Bolswert. Deze kunstenaar was ook een medewerker van Peter Paul Rubens.
In 1660/1661 werd hij lid van het Antwerpse Sint-Lucasgilde en neemt hij Jacques Buys in dienst als leerling. Rond dezelfde tijd werd hij eveneens lid van de ‘Sodalité des célibataires’. Conraad Lauwers werkte, volgens Cornelis De Bie, gedurende een korte tijd in Frankrijk. Meer bepaald in de steden Parijs en Lyon.

## Gravures
- ‘Eli in de woestijn’ naar Peter Paul Rubens.
- ‘De vier evangelisten’ naar Pieter Paul Rubens.
- ‘De doop van de negers’ naar Erasmus Quellinus.
- ‘Het Visioen van Sint- Franciscus van Sienna’ naar Abraham Van Diepenbeeck.
- ‘De gastvrijheid van Philémon en Baucis’ naar Jacob Jordaens.
- ‘Portret van Jean- Baptiste Della Faille’ naar een geschilderd portret van Pieter Ykens.